# سفارة فرنسا في الأردن
سفارة فرنسا في الأردن هي أرفع تمثيل دبلوماسي لدولة فرنسا لدى الأردن. تقع السفارة في مدينة عمان وهي تهدف لتعزيز المصالح الفرنسية في الأردن.

## وصلات خارجية
- الموقع الرسمي
- قائمة سفارات فرنسا
- قائمة السفارات في الأردن